# 塞萬提斯學院
塞万提斯学院由西班牙政府於1991年創辦，是世界性的非營利組織，以推廣西班牙語，以至西班牙及美洲西班牙語地區文化為目的。其總部設於馬德里阿尔拉卡街49号，以紀念西班牙文學名著堂吉诃德的作者塞万提斯。

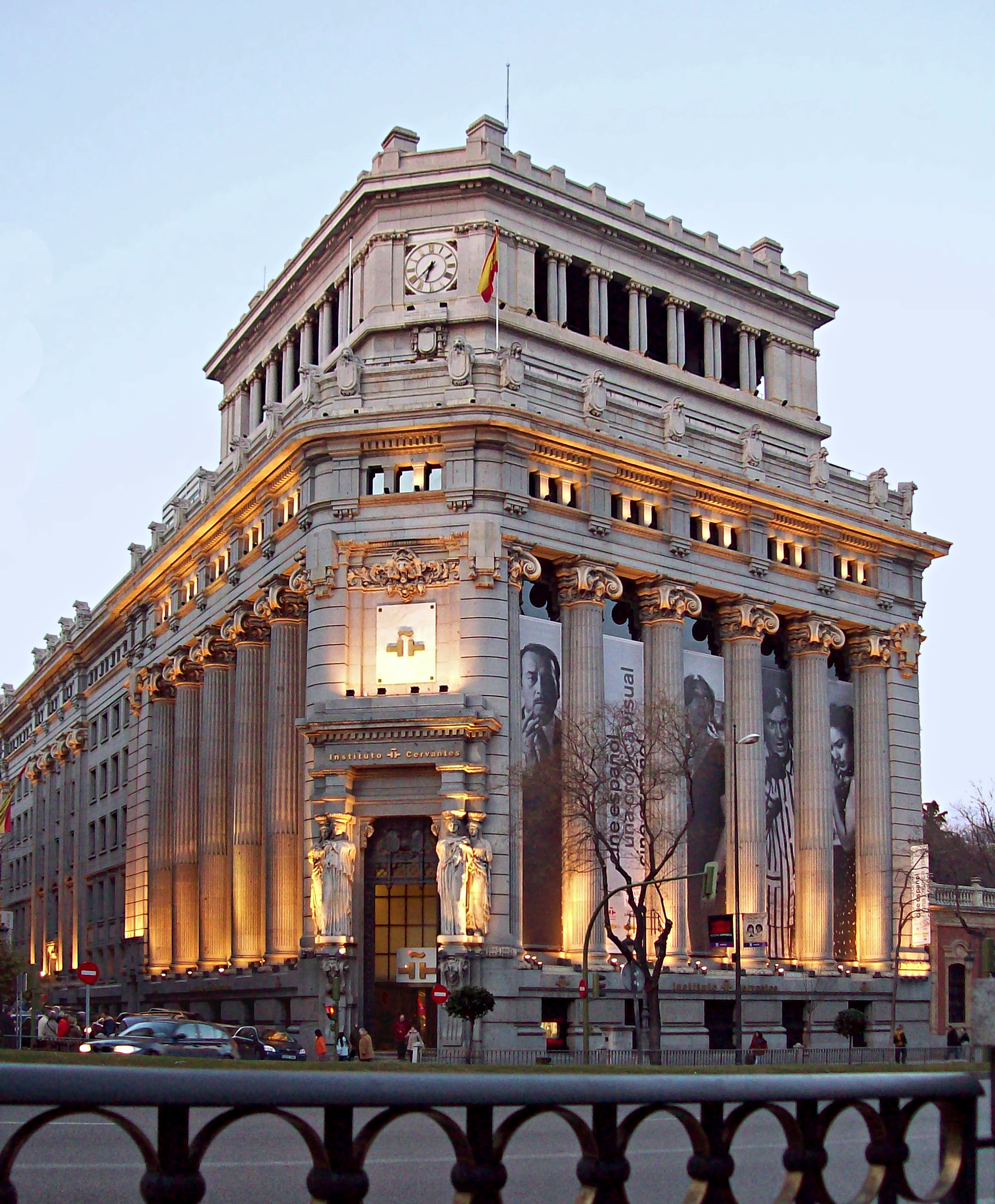
位于西班牙馬德里的塞萬提斯學院總部

2006年7月14日，北京塞万提斯学院（Instituto Cervantes de Pekin）揭幕，位于北京市朝阳区工体南门甲1号，占地3000多平方米，是塞万提斯学院的第58所分院。

## 參看
- 法國文化協會
- 歌德学院
- 英國文化協會
- 孔子学院
- 卡蒙斯学院

## 外部連結
- 塞万提斯学院网站（页面存档备份，存于） （西班牙文）
- 塞万提斯学院网站（页面存档备份，存于） （中文）
- Portal del hispanismo
- 塞万提斯学院马来西亚网站 （英文）